# Sargporträt

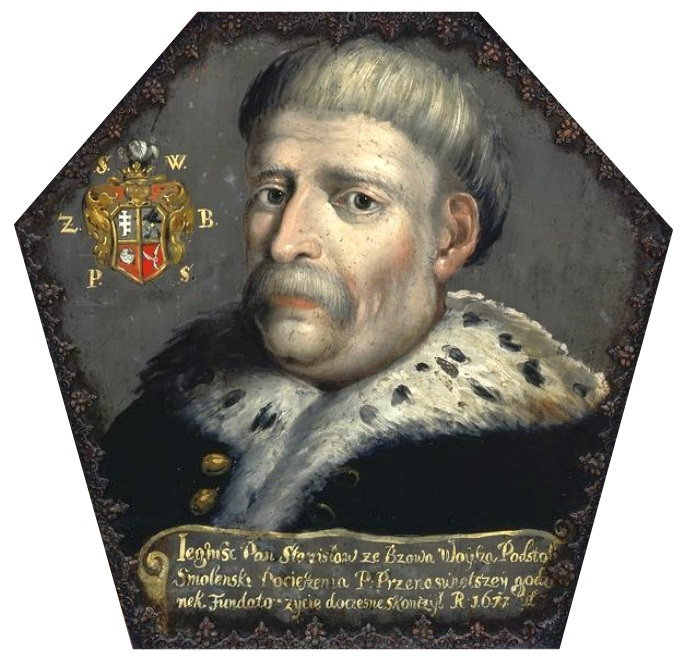
Sargporträt von Stanisław Woysza, 1677

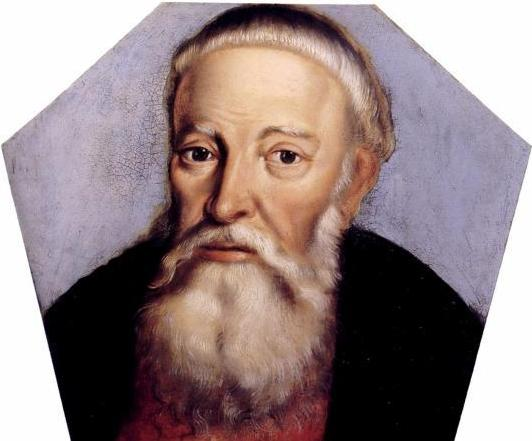
Sargporträt aus Olkusz

Sargporträts sind meist fünf- oder sechseckige Porträts verstorbener Personen. Sie wurden im 17. und 18. Jh. während der Bestattungszeremonien polnischer Adliger am Kopfende des Sarges aufgestellt. Am Fußende wurde ein Epitaph und seitlich die Wappenschilde des Verstorbenen befestigt. 
Die eckige Form entsprach der Querschnittsform des Sarges. Nach der Bestattung wurde das Sargporträt an der Kirchenwand aufgehängt.
Die Porträts wurden von provinziellen Zunftmalern in naturalistischer Manier hergestellt, oft zu Lebzeiten des Adligen. Sie wurden mit Ölfarben auf Zinn- oder Kupferblech gemalt.
Das älteste, erhaltene Sargporträt stellt den polnischen König Stefan Batory dar und stammt aus dem Ende des 16. Jh.